# Llista de monuments de la Pobla de Claramunt
Llista de monuments de la Pobla de Claramunt inclosos en l'Inventari del Patrimoni Arquitectònic Català per al municipi de la Pobla de Claramunt (Anoia). Inclou els inscrits en el Registre de Béns Culturals d'Interès Nacional (BCIN) amb la classificació de monuments històrics, els Béns Culturals d'Interès Local (BCIL) de caràcter immoble i la resta de béns arquitectònics integrants del patrimoni cultural català.
| Monument                                                               | Protecció    | Estil/època                         | Localització                                                              | Coordenades                                          | Codi?         | Imatge |
| ---------------------------------------------------------------------- | ------------ | ----------------------------------- | ------------------------------------------------------------------------- | ---------------------------------------------------- | ------------- | --- |
| Castell de Claramunt                                                   | BCIN 1275-MH | Romànic XII, XIV                    | La Pobla de Claramunt Camí del Castell sortint del c. d'Àngel Guimerà     | 41° 33′ 18″ N, 1° 40′ 10″ E / 41.554951°N,1.669398°E | RI-51-0005593 | Castell de Claramunt (la Pobla de Claramunt) · Vegeu més fotos d'aquest monument · Carregueu una nova foto d'aquest monument                  |
| Capella de la Santíssima Trinitat                                      |              | Gòtic XIV                           | La Pobla de Claramunt Desapareguda                                        | 41° 33′ 17″ N, 1° 40′ 29″ E / 41.5547°N,1.674811°E   | IPA-5895      | Capella de la Santíssima Trinitat (la Pobla de Claramunt) · Vegeu més fotos d'aquest monument · Carregueu una nova foto d'aquest monument     |
| Cal Fuster de les Figueres, o Celler d'Art                             | BCIL 2002    | Noucentisme XVII                    | La Pobla de Claramunt C. de l'Art, barri de les Figueres                  | 41° 33′ 03″ N, 1° 40′ 35″ E / 41.55088°N,1.676445°E  | IPA-5897      | Cal Fuster de les Figueres (la Pobla de Claramunt) · Vegeu més fotos d'aquest monument · Carregueu una nova foto d'aquest monument            |
| Façana al carrer Major                                                 |              | Noucentisme XX Inici                | La Pobla de Claramunt Av. Catalunya, 23, prop de l'inici del carrer Major | 41° 33′ 19″ N, 1° 40′ 28″ E / 41.555324°N,1.674559°E | IPA-5898      | Façana al carrer Major (la Pobla de Claramunt) · Vegeu més fotos d'aquest monument · Carregueu una nova foto d'aquest monument                |
| Safareig públic                                                        | BCIL 2002    | Obra popular XVIII                  | La Pobla de Claramunt Raval de l'antic poble medieval                     | 41° 33′ 13″ N, 1° 40′ 30″ E / 41.553647°N,1.674882°E | IPA-5900      | Safareig públic (la Pobla de Claramunt) · Vegeu més fotos d'aquest monument · Carregueu una nova foto d'aquest monument                       |
| Antic escorxador (desaparegut)                                         |              | Noucentisme XX Inici                | La Pobla de Claramunt C. del Raval, al costat del safareig públic         | 41° 33′ 13″ N, 1° 40′ 29″ E / 41.553576°N,1.674857°E | IPA-5901      | Antic escorxador (la Pobla de Claramunt) · Vegeu més fotos d'aquest monument · Carregueu una nova foto d'aquest monument                      |
| Façana al carrer de les Tres Fonts, 14                                 |              | Obra popular, gòtic-renaixement XVI | La Pobla de Claramunt C. de les Tres Fonts, 14                            | 41° 33′ 15″ N, 1° 40′ 29″ E / 41.554202°N,1.674628°E | IPA-5902      | Façana al carrer de les Tres Fonts 14 (la Pobla de Claramunt) · Vegeu més fotos d'aquest monument · Carregueu una nova foto d'aquest monument |
| Rectoria                                                               |              | Obra popular XVIII                  | La Pobla de Claramunt C. de les Tres Fonts                                | 41° 33′ 17″ N, 1° 40′ 29″ E / 41.554609°N,1.674696°E | IPA-5903      | Rectoria (la Pobla de Claramunt) · Vegeu més fotos d'aquest monument · Carregueu una nova foto d'aquest monument                              |
| Església parroquial de Santa Maria                                     |              | Neoclassicisme XVIII                | La Pobla de Claramunt Pl. de la Vila                                      | 41° 33′ 17″ N, 1° 40′ 30″ E / 41.554634°N,1.675024°E | IPA-5904      | Església parroquial de Santa Maria (la Pobla de Claramunt) · Vegeu més fotos d'aquest monument · Carregueu una nova foto d'aquest monument    |
| Molí de Ca l'Almiralló                                                 |              | Obra popular XVII                   | La Pobla de Claramunt Al costat de la riera de Carme                      | 41° 32′ 56″ N, 1° 40′ 23″ E / 41.548967°N,1.672974°E | IPA-5914      | Molí de Ca l'Almiralló (la Pobla de Claramunt) · Vegeu més fotos d'aquest monument · Carregueu una nova foto d'aquest monument                |
| Molí de la Boixera                                                     |              | Obra popular XVII                   | La Pobla de Claramunt                                                     | 41° 33′ 46″ N, 1° 40′ 15″ E / 41.562857°N,1.670794°E | IPA-5915      | Molí de la Boixera (la Pobla de Claramunt) · Vegeu més fotos d'aquest monument · Carregueu una nova foto d'aquest monument                    |
| Cal Tort                                                               |              | Obra popular XVII-XVIII             | La Pobla de Claramunt A la riera de Carme, abans d'arribar al poble       | 41° 32′ 28″ N, 1° 39′ 35″ E / 41.541080°N,1.659694°E | IPA-5916      | Carregueu una nova foto d'aquest monument |
| El Corral de la Farga                                                  |              | Obra popular XVII                   | La Pobla de Claramunt Urbanització el Xaró                                | 41° 32′ 46″ N, 1° 40′ 26″ E / 41.546006°N,1.673793°E | IPA-5918      | Carregueu una nova foto d'aquest monument |
| La Torre del Tio Nelo                                                  |              | XX Mitjan                           | La Pobla de Claramunt Prop de la Font del Xaro                            | 41° 32′ 54″ N, 1° 40′ 46″ E / 41.548334°N,1.679404°E | IPA-5920      | Carregueu una nova foto d'aquest monument |
| Pont de Claramunt, o Pont de la Boixera                                |              | Obra popular XIX                    | La Pobla de Claramunt Carretera C-244                                     | 41° 33′ 46″ N, 1° 40′ 17″ E / 41.562738°N,1.671343°E | IPA-5923      | Pont de Claramunt (la Pobla de Claramunt) · Vegeu més fotos d'aquest monument · Carregueu una nova foto d'aquest monument                     |
| Pont de la riera de Carme                                              |              | Obra popular XX                     | La Pobla de Claramunt Ctra. 244, km 6                                     | 41° 32′ 54″ N, 1° 40′ 12″ E / 41.548346°N,1.669988°E | IPA-5924      | Pont de la riera de Carme (la Pobla de Claramunt) · Vegeu més fotos d'aquest monument · Carregueu una nova foto d'aquest monument             |
| Ca l'Antonet, Casa A.A.S.                                              |              | Noucentisme XX Inici                | La Pobla de Claramunt C. Soldevila, 28, barri de l'Estació                | 41° 33′ 11″ N, 1° 40′ 45″ E / 41.552995°N,1.679272°E | IPA-5925      | Carregueu una nova foto d'aquest monument |
| Façana Fàbrica A.A.                                                    |              | Obra popular XX Inici               | La Pobla de Claramunt Barri de l'Estació                                  |                                                      | IPA-5926      | Carregueu una nova foto d'aquest monument |
| Estació de ferrocarril                                                 |              | Modernisme XIX                      | La Pobla de Claramunt Finca de Cal Cristòfor (enderrocat)                 |                                                      | IPA-5927      | Carregueu una nova foto d'aquest monument |
| Molí de Cal Jeroni, o el Corc                                          |              | Obra popular XVII                   | La Pobla de Claramunt Barri de les Figueres                               | 41° 33′ 05″ N, 1° 40′ 35″ E / 41.551418°N,1.67635°E  | IPA-5928      | Cal Jeroni (la Pobla de Claramunt) · Vegeu més fotos d'aquest monument · Carregueu una nova foto d'aquest monument                            |
| Torre de Cal Font                                                      |              | Noucentisme XX                      | La Pobla de Claramunt Camí del veïnat de la Rata, al peu de la Roca Bruna | 41° 32′ 53″ N, 1° 41′ 09″ E / 41.548178°N,1.685933°E | IPA-5931      | Carregueu una nova foto d'aquest monument |
| Molí de Cal Font                                                       |              | Obra popular XVII-XVIII             | La Pobla de Claramunt Al costat de Cal Font                               | 41° 32′ 54″ N, 1° 41′ 10″ E / 41.54839°N,1.68611°E   | IPA-5932      | Carregueu una nova foto d'aquest monument |
| Casa principal de la Colònia Vallès                                    |              | Obra popular XIX Final              | La Pobla de Claramunt C. de la Colònia Vallés, barri de Sant Procopi      | 41° 33′ 28″ N, 1° 40′ 25″ E / 41.557647°N,1.673496°E | IPA-5934      | Casa principal de la Colònia Vallès (la Pobla de Claramunt) · Vegeu més fotos d'aquest monument · Carregueu una nova foto d'aquest monument   |
| Capella caminera de Sant Procopi                                       |              | Obra popular XX                     | La Pobla de Claramunt Entrada al barri de Sant Procopi                    | 41° 33′ 42″ N, 1° 40′ 28″ E / 41.561737°N,1.674561°E | IPA-5936      | Capella caminera de Sant Procopi (la Pobla de Claramunt) · Vegeu més fotos d'aquest monument · Carregueu una nova foto d'aquest monument      |
| Casa Biosca, o Can Valls                                               |              | Obra popular XVII                   | La Pobla de Claramunt Av. Gumersind Bisbal, els Vivencs                   | 41° 33′ 17″ N, 1° 40′ 59″ E / 41.554771°N,1.683176°E | IPA-5938      | Casa Biosca (la Pobla de Claramunt) · Vegeu més fotos d'aquest monument · Carregueu una nova foto d'aquest monument                           |
| Façana a l'avinguda Pompeu Fabra                                       |              | Modernisme, noucentisme XX Inici    | La Pobla de Claramunt Av. Pompeu Fabra, 24                                | 41° 33′ 02″ N, 1° 40′ 30″ E / 41.550559°N,1.675057°E | IPA-5939      | Façana a l'avinguda Pompeu Fabra (la Pobla de Claramunt) · Vegeu més fotos d'aquest monument · Carregueu una nova foto d'aquest monument      |
| Casa a la plaça de l'Àngel, 1                                          |              | Noucentisme XX                      | La Pobla de Claramunt Pl. de l'Àngel, 1                                   | 41° 33′ 04″ N, 1° 40′ 34″ E / 41.550978°N,1.676128°E | IPA-5940      | Casa a la plaça de l'Àngel, 1 (la Pobla de Claramunt) · Vegeu més fotos d'aquest monument · Carregueu una nova foto d'aquest monument         |
| Casa a la plaça de l'Àngel i carrer del Sol (Molí de Dalt de Can Coca) |              | Obra popular XVIII                  | La Pobla de Claramunt Pl. de l'Àngel - c. del Sol - c. de l'Art           | 41° 33′ 03″ N, 1° 40′ 35″ E / 41.550836°N,1.676288°E | IPA-5941      | Molí de Dalt de Can Coca · Vegeu més fotos d'aquest monument · Carregueu una nova foto d'aquest monument                                      |
| Can Solà                                                               |              | Obra popular XVIII                  | La Pobla de Claramunt Al costat de la riera de Carme, riu Anoia           | 41° 32′ 59″ N, 1° 40′ 38″ E / 41.549802°N,1.677095°E | IPA-5942      | Can Solà (la Pobla de Claramunt) · Vegeu més fotos d'aquest monument · Carregueu una nova foto d'aquest monument                              |
| Casino Recreatiu                                                       |              | Noucentisme XX                      | La Pobla de Claramunt Barri de Sant Procopi                               | 41° 33′ 25″ N, 1° 40′ 24″ E / 41.556864°N,1.67339°E  | IPA-5943      | Casino Recreatiu (la Pobla de Claramunt) · Vegeu més fotos d'aquest monument · Carregueu una nova foto d'aquest monument                      |
| Cementiri de la Pobla de Claramunt                                     | BCIL 2002    | Historicisme XIX                    | La Pobla de Claramunt                                                     | 41° 33′ 53″ N, 1° 40′ 12″ E / 41.564794°N,1.670049°E | IPA-5947      | Cementiri de la Pobla de Claramunt · Vegeu més fotos d'aquest monument · Carregueu una nova foto d'aquest monument                            |
| La Creu dels Divuit                                                    |              | XX Inici                            | La Pobla de Claramunt Prop del cementiri                                  | 41° 33′ 51″ N, 1° 40′ 13″ E / 41.564195°N,1.670141°E | IPA-5948      | La Creu dels Divuit (la Pobla de Claramunt) · Vegeu més fotos d'aquest monument · Carregueu una nova foto d'aquest monument                   |
| Cal Pa-sol                                                             |              | Obra popular XVIII-XX               | La Pobla de Claramunt Pujant al castell                                   | 41° 33′ 11″ N, 1° 40′ 26″ E / 41.553153°N,1.673852°E | IPA-6708      | Carregueu una nova foto d'aquest monument |
| Ca l'Isidret, Can Pa-i-nous                                            |              | Obra popular XVI-XVII               | La Pobla de Claramunt Ctra. de la Pobla a Igualada                        | 41° 33′ 54″ N, 1° 39′ 42″ E / 41.565014°N,1.661534°E | IPA-6709      | Ca l'Isidret (la Pobla de Claramunt) · Vegeu més fotos d'aquest monument · Carregueu una nova foto d'aquest monument                          |
| Portals al carrer Major                                                |              | Gòtic tardà, obra popular XVII      | La Pobla de Claramunt C. Major, al davant de la Casa Coca                 | 41° 33′ 15″ N, 1° 40′ 30″ E / 41.55403°N,1.674921°E  | IPA-6710      | Portals al carrer Major (la Pobla de Claramunt) · Vegeu més fotos d'aquest monument · Carregueu una nova foto d'aquest monument               |
| Barraca de vinya                                                       |              | Obra popular                        | La Pobla de Claramunt Camí de pujada al Castell de Claramunt              | 41° 33′ 16″ N, 1° 40′ 21″ E / 41.55451°N,1.67239°E   | IPA-6711      | Carregueu una nova foto d'aquest monument |
| Antiga Casa del Comú                                                   | BCIL 2002    | XVI                                 | La Pobla de Claramunt Pl. de la Vila                                      | 41° 33′ 15″ N, 1° 40′ 29″ E / 41.554248°N,1.674857°E | IPA-25264     | Antiga Casa del Comú (la Pobla de Claramunt) · Vegeu més fotos d'aquest monument · Carregueu una nova foto d'aquest monument                  |
| Cal Coca, Cal Marí                                                     | BCIL 2002    | Obra popular, renaixement           | La Pobla de Claramunt C. Major, 24-26 - Anselm Clavé, 4                   | 41° 33′ 14″ N, 1° 40′ 30″ E / 41.553994°N,1.674974°E | IPA-25265     | Cal Coca (la Pobla de Claramunt) · Vegeu més fotos d'aquest monument · Carregueu una nova foto d'aquest monument                              |
| Masia de Cal Galant, Masia d'Olzinelles                                | BCIL 2002    |                                     | La Pobla de Claramunt Av. Comte Borrell II                                | 41° 33′ 25″ N, 1° 40′ 47″ E / 41.556972°N,1.679784°E | IPA-25266     | Carregueu una nova foto d'aquest monument |
| Molí d'en Rigat, Museu de l'Aigua                                      |              | Obra popular XVIII                  | La Pobla de Claramunt                                                     |                                                      | IPA-38450     | Carregueu una nova foto d'aquest monument |